# Trap (film)
Trap è un film del 2024 scritto, diretto e co-prodotto da M. Night Shyamalan.

## Trama
Il vigile del fuoco (serial killer) Cooper e sua figlia Riley vanno al concerto di una famosa popstar, Lady Raven. Al loro arrivo Cooper si rende conto che il luogo è interamente sorvegliato da forze di polizia e SWAT. Iniziato il concerto, Cooper dice alla figlia di dover andare in bagno: si scopre che tiene prigioniero un uomo di origini asiatiche e lo controlla attraverso una telecamera che rimanda le immagini sul suo cellulare.
Tornato in sala, Cooper nota che i poliziotti stanno perlustrando gli spalti e controllando gli spettatori. Esce nuovamente dalla sala insieme alla figlia per acquistare un gadget di Lady Raven, scoprendo che sono momentaneamente esauriti e che arriveranno più tardi. Con l'occasione, chiede al commesso Jamie per quale motivo ci siano così tante forze di polizia: questi gli rivela che l'intero concerto è una trappola ordita dall'FBI per catturare un noto serial killer soprannominato "il macellaio".
Cooper comincia ad assumere un comportamento sospettoso e cerca un modo per allontanarsi; vedendo che ogni uscita è controllata dalla polizia, torna in sala con la figlia, ma, quando altri agenti vi entrano, lui esce nuovamente per andare a ritirare il gadget. Una volta entrato nel magazzino con Jamie, riesce a sottrargli il cartellino da lavoro e si dirige alla cucina di un fast food, dove causa l'esplosione di una friggitrice, ustionando una commessa.
Nel caos che si genera, Cooper sale verso il terrazzo dell'edificio ma viene fermato da alcuni agenti, che gli intimano di tornare indietro; inoltre, ruba dei walkie-talkie con i quali può ascoltare le comunicazioni tra gli agenti e anticipare le loro mosse. In seguito, scopre dalla figlia che c'è la possibilità che possa essere scelta come "dreamer girl" e salire sul palco con Lady Raven, per poi recarsi con lei nel backstage. Cooper va a parlare con lo zio della popstar, inventando che la figlia ha appena sconfitto la leucemia, così Riley viene scelta come dreamer girl.
Terminato il concerto, assieme a Riley e Lady Raven si reca nel backstage; qui, Cooper si introduce in una stanza con la cantante e le rivela la sua vera identità, costringendola a farli salire con lei sulla limousine, pena la morte di Spencer, il ragazzo asiatico da lui rapito e tenuto segregato. Lady Raven sale con loro nell'auto e, durante il tragitto, chiede a Cooper di permetterle di andare a casa loro. Una volta giunti all'abitazione di Cooper, Lady Raven fa la conoscenza della moglie e del figlio minore dell'uomo; dopo aver mangiato una fetta di torta, suona una canzone al pianoforte con Riley, rubandole di nascosto il cellulare. Chiede quindi a Riley di scattare una foto assieme a lei, ma, quando la ragazza non trova il cellulare, la popstar prende quello di Cooper e si chiude a chiave in bagno, dove riesce a farsi dare indicazioni da Spencer sul luogo in cui è segregato. Iniziata una diretta su Instagram, dove avverte i suoi fan dell'accaduto, invita coloro che abitano nei pressi dell'abitazione di Cooper di andare a liberarla.
L'uomo, tuttavia, riesce a forzare la serratura del bagno e costringe Lady Raven a salire con lui in auto. La ragazza riesce inizialmente a liberarsi, ma Cooper chiude la saracinesca del garage, barricando la casa in vista dell'arrivo delle forze di polizia. Raggiunto il giardino del vicino attraverso un passaggio segreto, sale sulla limousine della ragazza, dove la ammanetta allo sportello e fugge. Per strada, Lady Raven riesce ad abbassare il finestrino davanti ad una folla di suoi fan che la riconoscono e, alla fine, riesce a distruggere la maniglia dello sportello, liberandosi e allontanandosi dall'auto. Gli agenti dell'FBI e SWAT circondano la vettura e aprono il fuoco, ma Cooper è già sceso, riuscendo a far perdere le proprie tracce nella folla.
Tornato a casa, minaccia la moglie con una mannaia. Quest'ultima ha l'idea di invitarlo a mangiare un'ultima fetta di torta con lei, per condividere gli ultimi momenti insieme, prima che lui le tolga la vita; inoltre, gli rivela di aver appreso già da tempo della sua identità e di aver allertato le forze dell'ordine di andare al concerto, in cui lui doveva andare con Riley. Cooper mangia la fetta di torta in cui la moglie ha inserito un sonnifero a sua insaputa; crede così di vedere sua madre che gli parla, ma in realtà si tratta della profiler dell'FBI che da tanto tempo gli dava la caccia e che lo attira verso di lei, prima che altri agenti lo stordiscano con il taser. Cooper viene arrestato, ma, dentro la camionetta della polizia, comincia a liberarsi con un raggio di ruota di bicicletta che aveva nascosto nella manica della camicia.

## Produzione
Nell'ottobre 2022 è stato annunciato che un nuovo film di Shyamalan sarebbe uscito nelle sale nell'aprile 2024. Le riprese sono avvenute a Mississauga tra il 16 ottobre e l'8 dicembre 2023.

## Promozione
Il primo trailer è stato diffuso il 18 aprile 2024.
Mentre un secondo trailer è stato reso disponibile il 1º luglio 2024.

## Distribuzione
La distribuzione del film nelle sale italiane è avvenuta il 7 agosto 2024, mentre quella nelle sale statunitensi, prevista per il 9 agosto, è stata poi anticipata al 2 agosto.

## Accoglienza

### Incassi
Il film ha incassato 42777281 $ in Nordamerica e 40900000 $ nel resto del mondo, per un totale di 83677281 $. In Italia ha incassato 1798926 €.

### Critica
Su Rotten Tomatoes 247 critici esprimono un gradimento del 57%, su Metacritic il voto medio di 46 critici è 52/100.
Nel recensire il film per Sentieri Selvaggi, Aldo Spiniello nota come Trap sia una sorta di film paradigmatico dello stile e del linguaggio dello stesso M. Night Shyamalan e lo valuta 4 stelle su 5.